# 甘地主义

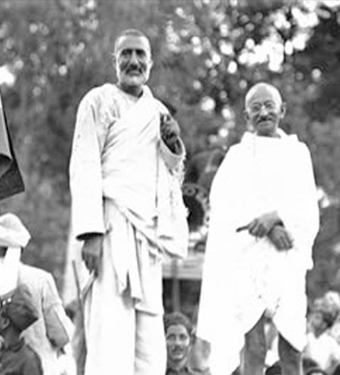
阿卜杜勒·加法尔·汗和圣雄甘地

甘地主义（英語：Gandhism）是一种思想体系，主要包括圣雄甘地的政治思想与愿景，与非暴力不合作思想密切相关。
甘地主义亦指世界各地人民对于甘地政治思想与实践的理解与运用，也可被用于非政治领域、非社会领域乃至个人领域。甘地主义者一般指追随甘地主义的个人。 
甘地本人并不赞成“甘地主义”一词：
“不存在‘甘地主义’这种东西，我不想留下任何教派。我不认为我创造了任何新的原则或教义。我只是以自己的方式，尝试将永恒的真理应用于我们的日常生活，解决各种问题……我形成的观点和得出的结论都不是永恒不变的，我明天就可能会改变它们。我没有什么新东西可以教给这个世界，‘真理’和‘非暴力’就像山一样古老，（它们本来就存在于此）。 "
尽管甘地本人并不认可“甘地主义”，但人们对其思想和著作进行了归纳：第一，必须承认每个人在各个层面上是不同的，即“真理”；其次，不应该诉诸暴力来消除人与人间的任何隔阂，不论是个人间、国家间、种族间还是宗教间，即“非暴力”。